# Badjarikha
Badjarikha (russisk: Бадяриха, tr. Badjarikha; jakutisk: Бадьаариха, tr. Badaarikha) er en flod i Republikken Sakha i Rusland, en højre biflod til Indigirka. Badjarikha er 545 km lang og dens afvandingsareal er 12.200 km². Dens vigtigste bifloder er Ogorokha, Orto-Tirekhtjakh og Anty.